# Georg von Dassel
Georg von Dassel (* 14. Januar 1629 in Lübeck; † 11. April 1687 in Lüneburg) war ein deutscher Politiker.

## Herkunft
Georg von Dassel entstammte einem Patriziergeschlecht, das mehrere Jahrhunderte in Lüneburg ansässig war. Das Geschlecht stellte in dieser Stadt mehrere Bürgermeister, darunter Lutke von Dassel, und Ratsherren, darunter Hartwig, sowie im 17. Jahrhundert zwei Äbtissinnen im Kloster Medingen.

## Leben
Georg war der Sohn des Lübecker Ratsherren Albrecht von Dassel († 24. Mai 1657).
1648 nahm er ein Studium an der Universität Helmstedt auf, das er 1651 an der Universität Straßburg fortsetzte. 1661 wurde er Rat in dem von Fürst Georg Christian regierten Ostfriesland. In Lüneburg wurde er 1666 Ratsherr und zehn Jahre später Bürgermeister.
Seine Ehefrau Anna Elisabeth stammte aus dem Geschlecht Töbing, das in Lüneburg 11 Bürgermeister und 27 Ratsherren stellte.
Die Familie Dassel lebte in einem großen Eckhaus, von dem heute nur ein Fassadenstein erhalten ist.
Er wurde auch Georg der Jüngere genannt zur Unterscheidung von Georg dem Älteren († 19. Februar 1657), der zunächst Sülfmeister an der Lüneburger Saline, dann Ratsherr in Lüneburg geworden war und mit Anna von Elverin (* 1604; † 19. Dezember 1669) verheiratet gewesen war.
Er wurde bestattet in der Dasselschen Kapelle, der heutigen Sakristei, in der Johanniskirche.

## Wirken

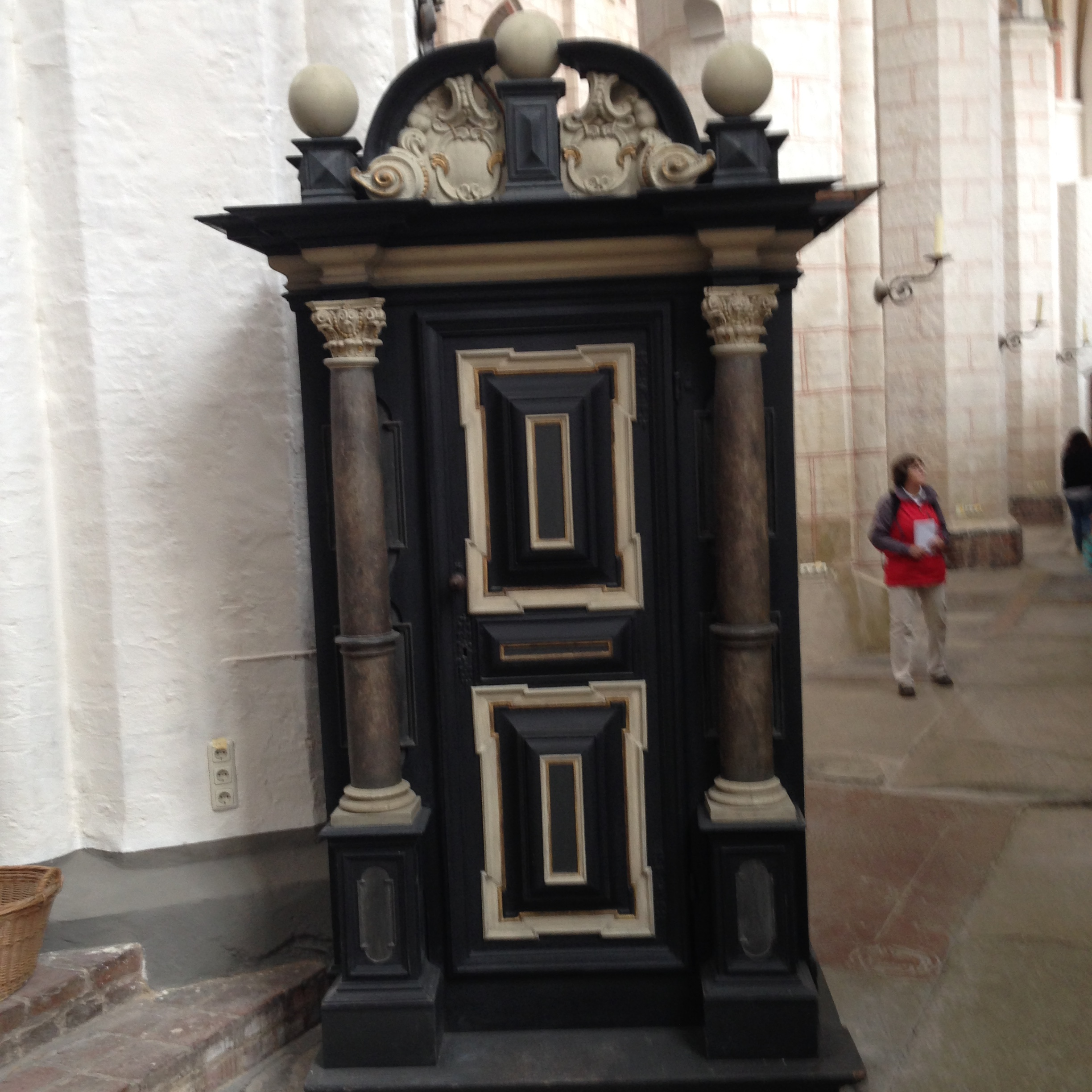
Tür zur Dasselschen Kanzel in Katharinen

Er machte verschiedene Stiftungen. Bis heute blieben davon erhalten:
- eine Kanzel, die er 1669 anlässlich der Weihe der Lübecker Lorenzkirche stiftete.[12] Sie wurde 1770 restauriert und befindet sich heute in der Lübecker Katharinenkirche.
- ein sechseckiger Kunstgegenstand mit 58 Spiegelelementen, in dessen Zentrum drei Wappen des Geschlechts Dassel angeordnet sind. Zusammen mit Friderich Diderich Melbeck hatte Georg dieses Schmuckstück im Jahr 1675 anfertigen lassen.[13]